# Cubaris schellenbergi
Cubaris schellenbergi là một loài chân đều trong họ Armadillidae. Loài này được Verhoeff miêu tả khoa học năm 1928.